# Luka bombowo-rakietowa
Luka bombowo-rakietowa – określenie stosowane przez amerykański wywiad w latach 1957–1961, w czasie zimnej wojny, do opisu sytuacji, w której zdobywane informacje wywiadowcze wskazywały, że radziecki arsenał rakiet z głowicami nuklearnymi rośnie szybciej niż amerykański. W 1961 roku Oleg Pieńkowski dostarczył Amerykanom informacje dowodzące, że radziecka przewaga w uzbrojeniu jest fikcją.